# Ceintrey
Ceintrey település Franciaországban, Meurthe-et-Moselle megyében. Lakosainak száma 911 fő (2022. január 1.). Ceintrey Autrey, Benney, Clérey-sur-Brenon, Flavigny-sur-Moselle, Gerbécourt-et-Haplemont, Lemainville, Pulligny és Voinémont községekkel határos.

## Népesség
A település népességének változása:
| Lakosok száma | 489  | 630  | 698  | 775  | 913  | 915  | 925  | 933  | 931  | 911  |
|               | 1968 | 1982 | 1990 | 2006 | 2013 | 2015 | 2017 | 2019 | 2020 | 2022 |